# Арбі (озеро)
Арбі (ест. Arbi järv) — озеро в місті Елва на півдні Естонії. Площа озера 4,5 га. З озера витікає струмок, що впадає в річку Елва.